# Esclavitud a l'Imperi Otomà

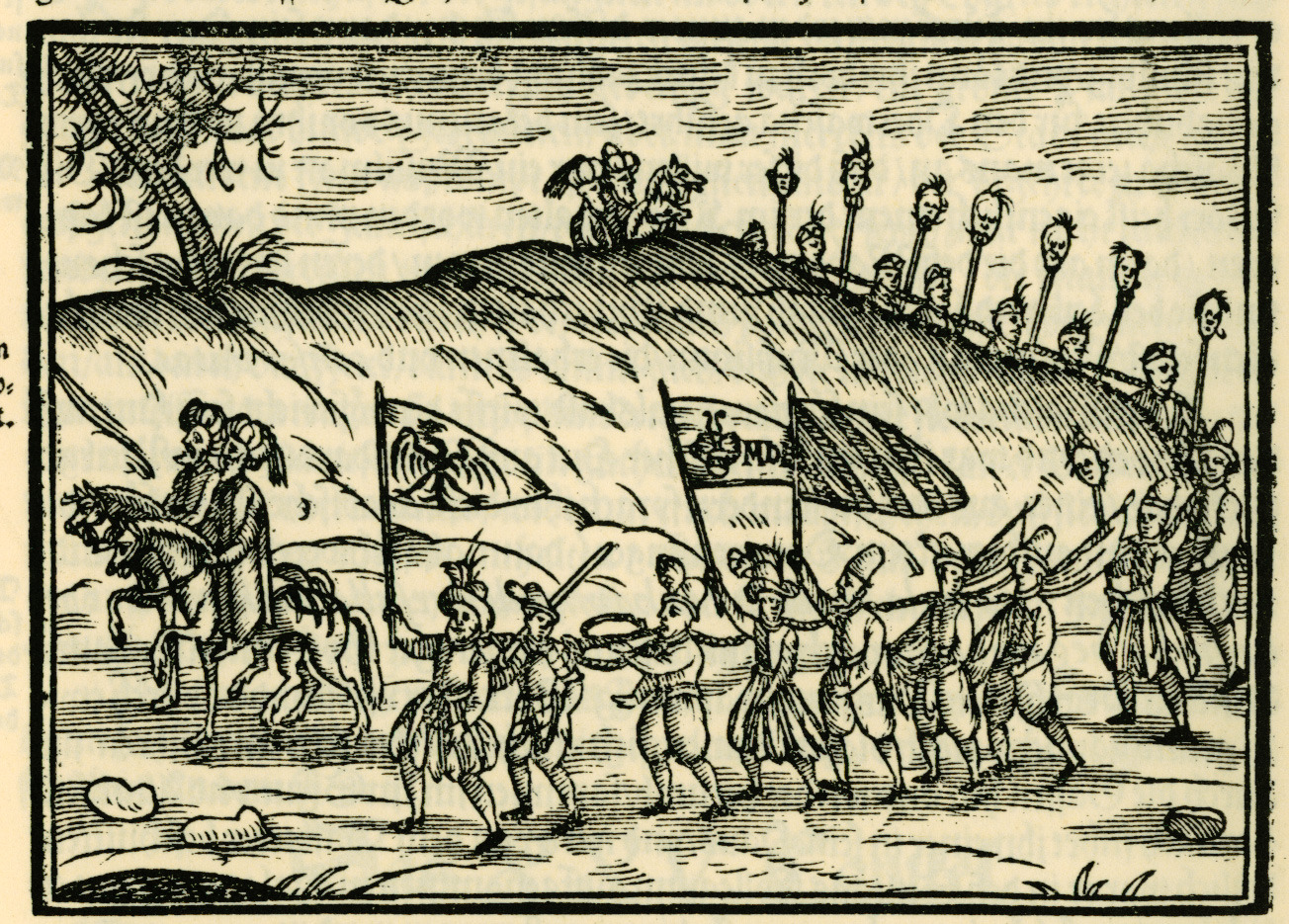
Otomans amb esclaus cristians en un gravat de 1608 publicat al relat d'un viatge de Salomon Schweigger el 1578.

L'esclavitud a l'Imperi Otomà era legal i era una part important de l'economia i la societat de l'Imperi Otomà. Les principals fonts d'esclaus eren captius de guerra i expedicions d'esclavització organitzades a l'Àfrica del Nord i de l'Est, als Balcans i al Caucas. El preu de venda dels esclaus queia després de grans operacions militars. A Constantinoble (actual Istanbul), el centre administratiu i polític de l'Imperi, aproximadament una cinquena part de la població eren esclaus en 1609. Estadístiques de les usances dels segles xvi i xvii suggereixen que la importació addicional d'esclaus a Istanbul des del mar Negre podria haver arribat als 2,5 milions entre el 1450 i el 1700.
Fins i tot després de diverses mesures per prohibir l'esclavitud a finals del segle xix, la pràctica va seguir pràcticament sense disminuir fins al segle xx. El 1908 encara es venien dones esclaves a l'Imperi Otomà. L'esclavitud sexual era una part central del sistema d'esclaus otomà al llarg de la història de la institució.
Un membre de la classe otomana d'esclaus, anomenat kul en turc, podia arribar a tenir un estatus alt. Podien ocupar càrrecs com guardes de Harem o ser geníssers, però acostumaven a dedicar-se a la política. Molts oficials otomans eren propietaris d'esclaus, tot i que el sultà era qui sempre en tenia més. Entrenant esclaus com a oficials en escoles de palau com Enderun, els otomans van crear administradors amb molt coneixement del govern i amb lleialtat fanàtica.

## Inicis de l'esclavitud a l'Imperi Otomà
A mitjan segle xiv, Murad I va construir un exèrcit d'esclaus, conegut com a Kapıkulu. La nova força es basava en el dret del sultà a un cinquè del botí de la guerra, que interpretava que incloïa els captius fets durant la batalla. Els esclaus presos es convertien a l'islam i s'entrenaven pel servei personal del sultà. El sistema de devşirme es podria considera una forma d'esclavitud, ja que els sultans tenien el poder absolut sobre seu. Tanmateix, com que el servent o kul del sultà tenia un alt estatus dins de la societat otomana, es podien convertir en oficials d'estat de més alt rang i formar part de l'elit militar.
Els esclaus es venien en mercats especials anomenats "Esir" o "Yesir", que es trobaven en la major part de ciutats. Es diu que el sultà Mehmed II "el Conqueridor" va establir el primer mercat d'esclaus otomans a Constantinoble els 1460, probablement on hi havia hagut l'anterior mercat d'esclaus romà d'Orient. Segons Nicolas de Nicolay, hi havia esclau de totes les edats i sexes, i s'ensenyaven nus perquè els potencials compradors els inspeccionessin escrupolosament – especialment els infants i les dones joves.

## Esclavitud otomana a l'Europa Central i Oriental

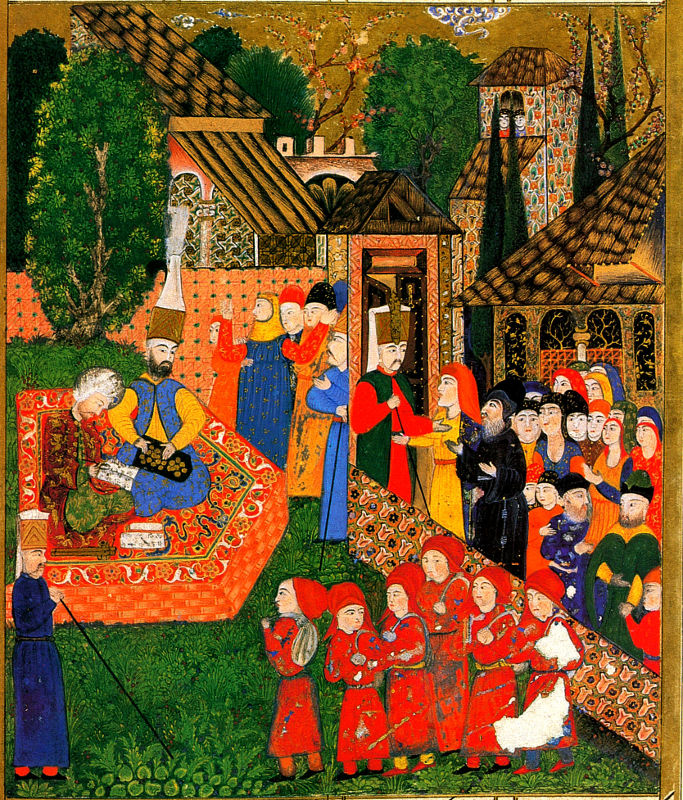
Una pintura otomana d'infants dels Balcans com a soldats-esclau.

A través del devşirme, que connota "reclutament", "taxa de sang" o "recol·lecta de nens", nois cristians dels Balcans i Anatòlia eren trets de les seves cases i les seves famílies, es convertien a l'Islam, s'allistaven a la branca més famosa del Kapıkulu, els geníssers, una classe especial de soldat de l'exèrcit otomà que es va convertir en una facció decisiva durant les invasions otomanes d'Europa. La major part dels comandants militars de les forces militars, els administradors imperials i els dirigents de facto de l'imperi, com Sokollu Mehmed Pasha, es reclutaven d'aquesta manera. El 1609, les forces Kapıkulu del sultà havia incrementat fins als 100.000, aproximadament.
L'esclavitud domèstica no era tan comuna com l'esclavitud militar. D'una llista de propietats dels membres de la classe dirigent entre 1545 i 1659 guardada a Edirne es va extreure que les 93 propietats, 41 tenien esclaus. El nombre total d'esclaus a les propietats era de 140; 54 eren dones i 86 eren mascles. 134 tenien noms musulmans, 5 no es definien i hi havia una dona cristiana. Alguns d'aquests esclaus podrien haver treballat en granges. Així doncs, la classe dirigent era el principal grup que mantenia viu el mercat d'esclaus a l'Imperi Otomà.
L'esclavitud rural era un fenomen principalment endèmic a la regió del Caucas, que es va portar a Anatòlia i Rumèlia després de les migracions circassianes del 1864. Sovint emergien conflictes dins de les comunitats immigrants, i el govern otomà hi intervenia en moments concrets donant suport als esclaus.
El Kanat de Crimea va mantenir un comerç d'esclaus massiu amb l'Imperi Otomà i l'Orient Mitjà com a mínim fins a principis del segle xviii. En una sèrie d'atacs d'esclaus coneguts eufemísticament com a "collita de l'estepa", els tàtars de Crimea van esclavitzar camperols eslaus orientals. La Confederació de Polònia i Lituània i Rússia van patir un seguit d'invasions tàtares que tenien com a objectiu el saqueig i la captura d'esclaus al "jasyr". L'àrea fronterera amb el sud-est era en un estat de guerra semi-permanent fins al segle xviii. S'estima que fins al 75% de la població de Crimea consistia en esclaus o esclaus alliberats.

### Preus i impostos
Un estudi del mercat d'esclaus de la Creta otomana detalla els preus dels esclaus. Factors com l'edat, el color de la pell i la virginitat, entre d'altres, tenien una influència significativa en el preu dels esclaus. Els esclaus més cars eren aquells d'entre 10 i 35 anys, amb els preus més elevats per dones europees verges de 13-25 anys i nois adolescents. Els esclaus més barats eren els subsaharians i aquells amb discapacitats. Els preus a Creta eren entre 65 i 150 "esedi guruş" (vegeu kuruş). Ara bé, fins i tot aquells amb el preu més baix només se'ls podien permetre persones amb molts ingressos. Per exemple, el 1717 es va vendre un noi de 12 anys amb discapacitats mentals per 27 guruş, una quantitat amb què el mateix any es podien comprar 462 quilograms de carn de xai, 933 quilograms de pa i 1.385 litres de llet. El 1671 es va vendre una esclava a Creta per 350 guruş, quan el valor d'una casa gran de dos pisos amb jardí a Khanià era de 300 guruş. Amb la importació i la venda d'esclaus s'havien de pagar impostos; un d'aquests era el "pençik" o "penç-yek", que significava literalment "un cinquè". Aquesta tributació estava basada en els versos de l'Alcorà, segons el qual un cinquè dels botins de la guerra pertanyien a Déu, al Profeta i a la seva família, a orfes, a aquells que ho necessitessin i a viatgers. Els otomans probablement van començar a recaptar el pençik en època del sultà Murad I (1362–1389). Es recaptava tant en diners com en espècies, que també incloïa els esclaus. Els impostos no es recollien de la mateixa manera en el cas de captius de guerra; en el seu cas, es donaven esclaus a soldats i oficials com a motivació per participar en la guerra.
La captura d'esclaus fugats era feina dels "yavacis", uns professionals especials que pagaven un preu per cada informació que els arribava sobre els esclaus. Els yavacis carregaven els costos dels seus informants i altres despeses al propietari de l'esclau fugat un cop retornat. Els esclaus també es podien llogar, heretar, empenyorar, intercanviar o regalar.

## Atacs d'esclaus barbarescos
Durant segles, grans naus del Mediterrani confiaven en galiots europeus subministrats per comerciants d'esclaus barbarescos i otomans. Centenars de milers d'europeus van ser capturats per pirates barbarescos, i posteriorment venuts al nord d'Àfrica i a l'Imperi Otomà entre els segles xvi i XIX.
El comerç d'esclaus de Barbaria va garantir negocis lucratius als estats barbarescos de l'Àfrica Septentrional (l'actual Marroc, Algèria, Tunísia i l'oest de Líbia), formalment vassalls dels otomans, tot i tenir una gran autonomia, entre els segles xvi i XIX. A causa de la naturalesa devastadora d'aquestes accions, es va abandonar una gran quantitat de ciutats costaneres. S'estima que, només pels esclavistes de Tunísia, Algèria i Trípoli, entre 1 i 1,25 milions de cristians blancs europeus van ser esclavitzats al nord d'Àfrica des de l'inici del segle xvi fins a mitjan segle xviii, i al voltant de 700 van ser capturats en aquesta regió entre el 1785 i el 1815. El mercat va entrar en declivi després de la derrota dels barbarescos a les «guerres barbaresques»" i va acabar el 1830, quan França va colonitzar Algèria.

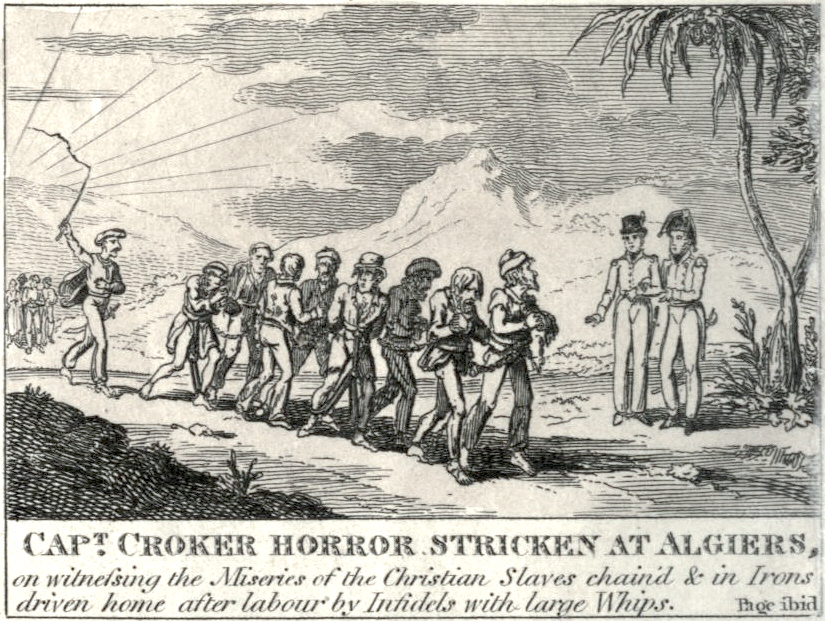
Il·lustració de 1815 d'un capità britànic horroritzat en veure cristians esclavitzat a Alger.

## Esclaus de Zanj
Com que hi havia restriccions en l'esclavatge de musulmans i "Gent del Llibre" (jueus i cristians), les àrees paganes d'Àfrica eren una font popular d'esclaus. Coneguda com a Zanj (bantú), aquests esclaus principalment es treien de la regió dels Grans Llacs, com també de l'Àfrica central. Els Zanj treballaven en cases, en plantacions i en exèrcits com a esclaus-soldat. Alguns podien ascendir a posicions d'oficials d'alt rang, però en general eren inferiors als esclaus europeus i caucàsics.
Una de les úniques maneres per tal que esclaus de Zanj poguessin ocupar papers destacats era ser un dels eunucs africans del palau otomà. Aquest càrrec es feia servir com a eina política pel sultà Murad III com a intent de desestabilitzar el Gran Visir introduint una altra font de poder a la capital.
Després de ser comprat per un membre de la cort otomana, a Mullah Ali li van presentar el primer eunuc de Zanj, Mehmed Aga. A causa de la influència de Mehmed Aga, Mullah Ali va poder fer connexions amb universitats i tutors destacats de l'època, incloent-hi Hoca Sadeddin Efendi, el tutor de Murad III. A través de la xarxa que havia construït amb l'ajuda de la seva educació i dels eunucs, Mullah Ali va assegurar diversos càrrecs des d'un primer moment. Va ser professor a Istanbul, jutge adjunt i inspector de dotacions reials. El 1620, Mullah Ali va ser nomenat jutge en cap de la capital, i el 1621 es va convertir en kadiasker, o jutge en cap, de les províncies europees, convertint-se en la primera persona de pell fosca en ser al consell imperial. En aquell moment, havia arribat a tal poder que un ambaixador francès el va descriure com la persona que realment dirigia l'imperi.
Tot i que Mullah Ali sovint era desafiat a causa del color de la seva pell i de la seva connexió amb els eunucs africans, va poder defensar-se a través de la seva xarxa i les seves produccions intel·lectuals. Com a erudit prominent, va escriure un llibre influent en què feia servir la lògica i l'Alcorà per rebatre estereotips i prejudicis contra les persones de pell fosca i per deslegitimar arguments pels quals els africans haurien de ser esclaus.
Avui dia, desenes de milers d'afroturcs, descendents dels esclaus de Zanj a l'Imperi Otomà, segueixen vivint a la Turquia moderna. Mustafa Olpak va fundar la primera organització oficialment reconeguda d'afroturcs, la Societat per la Cultura i la Solidaritat dels Africans (Afrikalılar Kültür ve Dayanışma Derneği) a Ayvalık. Olpak assegura que a l'actual Turquia només uns 2000 antics esclaus han sobreviscut i hi viuen.

## Esclaus a l'Harem Imperial

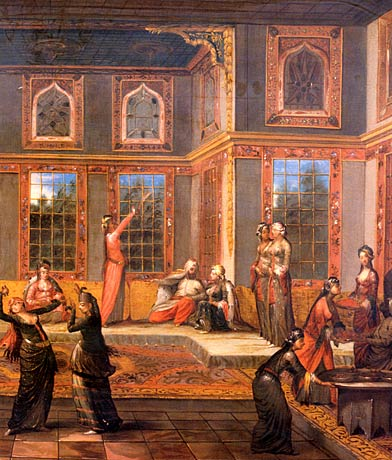
Una pintura del del sultà Ahmed III, de Jean Baptiste Vanmour.

Les concubines del Soldanat Otomà eren principalment esclaves comprades. Les concubines del sultà generalment eren d'origen cristià. La mare d'un sultà, tot i ser tècnicament una esclava, rebia el títol extremadament poderós de 'Valide sultan, que la feia pujar a l'estatus de governant de l'Imperi. Un exemple notable va ser Kösem Sultan, filla d'un sacerdot cristià grec, que va dominar l'Imperi Otomà durant les primeres dècades del segle xvii. Roxelana (també coneguda com a Hürrem Sultan), un altre exemple notable, era l'esposa preferida de Solimà el Magnífic.
Les concubines estaven protegides per eunucs esclavitzats, sovint de l'Àfrica pagana. Els eunucs estaven encapçalats pel Kizlar Agha ("agha de les noies [esclaves]"). Mentre que la llei islàmica prohibia l'emasculació d'un home, els cristians etíops no tenien compuncions; així, esclavitzaven i emasculaven els membres de territoris al sud i venien els eunucs resultants a la Porta otomana. L'Església Ortodoxa Copta va participar extensivament en el comerç d'esclaus eunucs. Els sacerdots coptes tallaven el penis i els testicles que rondaven els vuit anys en una operació de castració.
Els nois eunucs es venien llavors a l'Imperi Otomà. La majoria dels eunucs otomans havien estat castrats pels coptes al monestir d'Abou Gerbe al Mont Ghebel Eter. Els esclaus es prenien de la zona dels Grans Llacs de l'Àfrica i d'altres àrees del Sudan com Darfur i Kordofan, i llavors es venien als clients d'Egipte. Durant l'operació, els clergues coptes encadenaven els nois en taules després de tallar-los els òrgans sexuals, els introduïen catèters de bambú a la zona dels genitals i els submergien en sorra fins als seus colls. El percentatge de recuperacions era del 10 per cent. Els eunucs que en resultaven rebien molts beneficis econòmics, a diferència d'altres regions.

## Esclavitud sexual

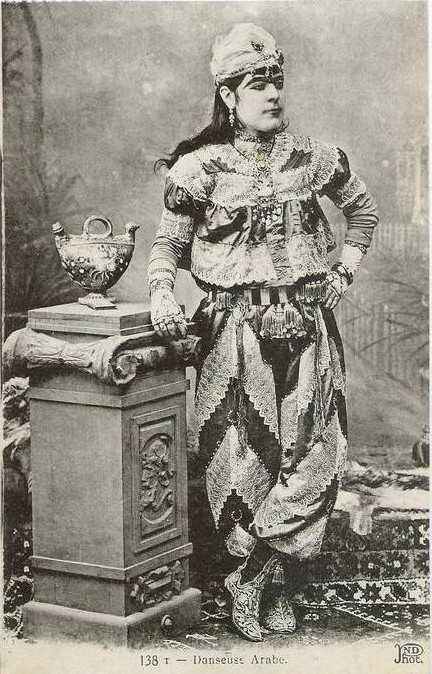
Fotografia del d'un Köçek, un jove esclau transvestit que de vegades es feia servir per propòsits homosexuals.

Les tres races principals de femelles que es venien com a esclaves sexuals a l'Imperi Otomà eren la circassiana, la siriana i la núbia. Les noies circassianes es descriuen com de pell clara, i sovint eren esclavitzades pels tàtars de Crimea, i posteriorment venudes als otomans. Eren les esclaves més cares, arribant a les 500 lliures esterlines, i les més populars entre els turcs. En segon lloc de popularitat hi havia les noies sirianes, d'ulls, pèl i pell lleugerament més fosca, principalment de regions costaneres d'Anatòlia. El seu preu podia arribar a les 30 lliures esterlines. Les noies nubianes eren les més barats i menys populars, amb un preu de 20 lliures esterlines.
Al llarg dels segles xviii i xix, l'esclavitud sexual no només era central a la pràctica otomana sinó que també era un component important del govern imperial i de la reproducció social de les elits. Nois dhimmi presos al devşirme també podien ser esclaus sexuals, tot i que generalment treballaven en llocs com cases de banys (hammam) i cases de cafè. Eren tellaks (massatgistes), köçeks (dansaires transvestits) o sāqīs (abocadors de vi) mentre eren joves i no tenien barba.

## Declivi i abolició
L'Imperi Otomà va començar, en el curs del segle xix, a considerar seriosament la possibilitat d'abolir l'esclavitud. En aquest sentit, va ser fonamental la insistència amb què l'Imperi Rus va defensar la causa dels cristians del Caucas, durant segles sotmesos a les incursions d'otomans i tàtars. Un decret Imperial va abolir la esclavitud des del 1857. Els otomans també van participar en les negotziacions i firma del Acta de Brussel·les de 1890 contra el comerç d'esclaus.